# Gare de Cully
La gare de Cully est une gare ferroviaire située dans le territoire de la localité de Cully, appartenant à la commune suisse de Bourg-en-Lavaux, dans le canton de Vaud. Elle se trouve à proximité directe du centre-ville de la localité.

## Situation ferroviaire
Établie à 391,6 mètres d'altitude, la gare de Cully est située au point kilométrique 8,52 de la ligne du Simplon, entre les gares de Villette (en direction de Lausanne) et d'Épesses (en direction de Brigue).
Elle dispose de deux voies principales, numérotées 1 en direction de Brigue et 3 en direction de Lausanne ainsi que d'une voie numérotée 3 et utilisée comme voie de rebroussement à quai des RER Vaud. La voie 3 permet le rebroussement des convois en provenance de Grandson.
Elle est dotée de deux quais dont l'un est située le long de la voie 1 et l'autre logé entre les voies 2 et 3. Les quais permettent d’accueillir des trains d’une longueur de 220 m.

## Histoire
La gare de Cully a été mise en service en même temps que la section de Lausanne à Villeneuve de la ligne du Simplon en 1861. La mise en service de cette ligne et de cette gare ont durablement affecté la dynamique des transports lacustres.
Dans le cadre du projet de développement du RER Vaud et de la mise en service de la cadence au quart d'heure entre les gares de Cully et Cossonay-Penthalaz, la gare de Cully a été entièrement réaménagée. La voie 2, anciennement voie centrale de la gare et voie principale en direction de Lausanne, a été réaffectée en voie de rebroussement à quai des RER Vaud tandis que l'ancienne voie 3, servant de voie de dépassement ou de stationnement de trains spéciaux, est devenue la voie principale en direction de Lausanne. Ce réaménagement a nécessité la modification du plan de voies et la pose de 6 nouveaux aiguillages. Les quais ont également été rallongés à 220 mètres afin de pouvoir recevoir des compositions de 3 rames FLIRT ou 2 rames KISS de 100 mètres de long. Les caténaires et les poteaux la soutenant ont également été remplacés ainsi que toute l'infrastructure ferroviaire. Les travaux ont débuté en février 2020 et l'inauguration de la nouvelle gare a eu lieu le 25 novembre 2022.
À l'occasion de ces travaux, l'accessibilité aux personnes à mobilité réduite a également été améliorée avec la création de rampes de 12 % de pente en plus d'un escalier pour accéder au quai situé entre les voies 2 et 3, en direction de Lausanne. Le quai 1 a été protégé par une marquise. Une autre marquise devrait également être installée prochainement sur le quai 2.
À la suite de la mise en service du saut-de-mouton de Renens, de la quatrième voie entre Lausanne et Renens et de la reconfiguration de la gare de Cully, quatre trains par heure du RER Vaud circulent du lundi au vendredi entre Cully et Cossonay-Penthalaz depuis le changement d'horaire du 11 décembre 2022.

## Service des voyageurs

### Accueil
Gare des CFF, elle est dotée d'un bâtiment voyageurs abritant un office de tourisme. Chacun des deux quais est doté d'un distributeur automatique de titres de transport. La gare est désormais mieux accessible aux personnes à mobilité réduite, avec des rampes de 12 % de pente pour accéder au quai situé entre les voies 2 et 3, en direction de Lausanne et le rehaussement des quais au niveau du plancher des trains.
À proximité directe de la gare se trouve un parc relais d'une capacité de 150 places. Un véhicule en autopartage de Mobility est par ailleurs disponible,.

### Desserte
La gare fait partie du réseau express régional vaudois, assurant des liaisons rapides à fréquence élevée dans l'ensemble du canton de Vaud. Cully est desservie par les lignes R1 et R2 en provenance de Grandson et par les lignes R3 et R4 qui relient Vallorbe et/ou Le Brassus (pour la ligne R4) à Bex, voire Saint-Maurice,.

### Intermodalité
La gare de Cully est en correspondance directe avec les lignes de cars interurbains CarPostal 381 en direction de la gare de Palézieux via Grandvaux et 382 en direction de la même gare de Palézieux via la gare de Puidoux,.
Elle est également en correspondance avec les bateaux des CGN naviguant du port de Lausanne-Ouchy au débarcadère du château de Chillon aux beaux jours ainsi que les dimanches et fêtes le restant de l'année.

## Projets
Une nouvelle marquise sera prochainement installée sur le quai 2.
Un concours architectural a été organisé en 2014 pour la construction d'un nouveau bâtiment devant la gare destiné tant à la commune de Bourg-en-Lavaux pour acquérir de nouvelles surfaces administratives et commerciales ainsi que pour les CFF afin d'avoir une surface commerciale mais offrant aussi des logements. L'opération comprend également la démolition de l'ancien bâtiment voyageurs et la construction d'un parc relais souterrain, le tout dans le respect des contraintes architecturales du site classé de Bourg-en-Lavaux. La fin des travaux est prévue pour 2025.